# Pseudacteon wasmanni
Pseudacteon wasmanni är en tvåvingeart som först beskrevs av Schmitz 1914.  Pseudacteon wasmanni ingår i släktet Pseudacteon och familjen puckelflugor. Inga underarter finns listade i Catalogue of Life.